# Snæfell (Fljótsdalshreppur)
Pour les articles homonymes, voir Snæfell.
Ne doit pas être confondu avec Snæfellsjökull.
Le Snæfell est un volcan de l'Est de l'Islande.

## Géographie
Stratovolcan situé au nord-est du Vatnajökull, le Snæfell, avec 1 833 m d'altitude, est le pic volcanique le plus élevé d'Islande qui soit situé en dehors d'une calotte glaciaire. Il possède un petit glacier à son sommet. Il est situé sur le territoire de la municipalité de Fljótsdalshreppur.

## Géologie
À l'écart des autres systèmes volcaniques de l'île, le Snæfell est le volcan central d'un système qui s'étend sur 27 km de long pour une douzaine de large. L'édifice en lui-même domine d'environ 1 200 m le plateau environnant, mais ne présente pas de caldeira. Des sources chaudes se trouvent à sa périphérie.

## Histoire
Le volume de l'édifice et des structures volcaniques environnantes est de 48 km3. Ils se sont formés durant les 400 000 dernières années. Il n'y a pas eu d'éruption depuis la fin de la dernière glaciation, il y a 10 000 ans. Il se peut que le système soit éteint, mais les études scientifiques n'écartent pas une reprise éruptive.